# Universitat Lliure de Berlín
La Universitat Lliure de Berlín (en alemany, Freie Universität Berlin; abreujat FU Berlin) és la més gran de les quatre universitats de Berlín, tenint en compte el nombre d'alumnes, professors i el volum del pressupost, i una de les més grans d'Alemanya. El campus principal està situat a Dahlem, al districte de Steglitz-Zehlendorf de Berlín.
Els motius de la seva fundació, relativament recent, així com la seva història posterior, estan estretament lligats amb els fets polítics i socials dels darrers cinquanta anys a la mateixa ciutat i al país en general, des del final de la segona guerra mundial, passant pels moviments estudiantils i la reunificació alemanya. Fundada el 1948 per estudiants i professors provinents de la Universitat Humboldt de Berlín, com Klaus Heinrich. El 1968 fou escenari de moviments i revoltes estudiantils com en altres universitats del país. En la dècada dels vuitanta, s'havia convertit en la universitat més gran d'Alemanya occidental amb 66.000 estudiants, nombre que amb el canvi de dècada començà a reduir-se fins a baixar dels 40.000 alumnes, degut per una banda a la reestructuració de la Universitat Humboldt després de la reunificació alemanya, i per altra a la voluntat d'evitar les conseqüències negatives de la massificació.

## Història

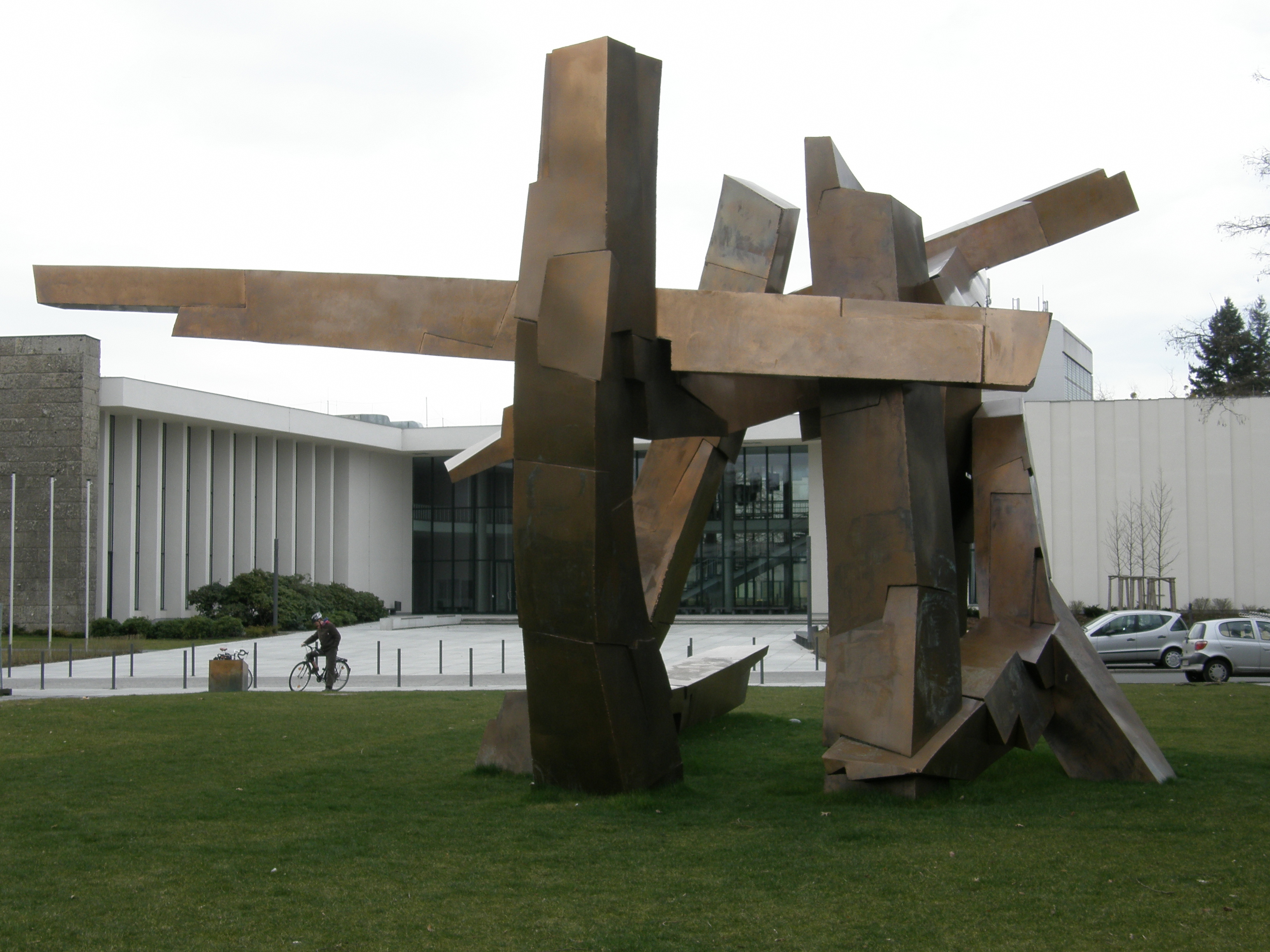
Monument als estudiants desapareguts a l'època de la fundació de la Universitat

La Universitat Lliure de Berlín va ser fundada el 4 de desembre de 1948, gràcies a la iniciativa conjunta d'estudiants i professors provinents de la Universitat Humboldt de Berlín, successora de la Friedrich-Wilhelms-Universität de Berlín, sota administració i tutela de les autoritats soviètiques del sector oriental de la ciutat. La fundació està fortament connectat amb el començament del període de la Guerra Freda, ja que la Universitat de Berlín (Universitat Humboldt) es trobava al sector soviètic de Berlín i el gener de 1946 se li va concedir permís per continuar l'ensenyament per part de l'Administració militar soviètica a Alemanya. Les universitats van estar cada vegada més influenciades pel comunisme i foren camp de diverses disputes polítiques durant el període de postguerra. Això va donar lloc a les protestes dels estudiants crítics del sistema imperant. Entre 1945 i 1948, més de 18 estudiants van ser detinguts i condemnats fins a 25 anys de treballs forçats, alguns van ser desportats per la policia secreta soviètica (NKVD), van desaparèixer i probablement van ser executats.
El 1947, els primers estudiants van començar exigir una universitat lliure d'influència política. El clímax de les protestes es va assolir el 23 d'abril de 1948, quan uns 2.000 estudiants van protestar a l'Hotel Esplanade després que tres estudiants foren expulsats de la universitat sense un judici. Al final d'abril, el governador de l'exèrcit dels EUA Lucius D. Clay va donar l'ordre de preparar una llei per a la formació d'una nova universitat en els sectors occidentals. El 19 de juny de 1948 es va reunir el "comité preparatori per a l'establiment d'una universitat lliure", format per polítics, professors, personal administratiu i estudiants. Amb un manifest titulat "Sol·licitud per a l'establiment d'una universitat lliure a Berlín", el comité va fer una crida de suport a la societat. Les autoritats municipals de Berlín van concedir la fundació d'una universitat lliure i van sol·licitar l'obertura per al proper semestre d'hivern 1948-1949. A la República Democràtica Alemanya, els comités dels estudiants van protestar contra la formació de la nova universitat, i el govern de la pròpia RDA descriu la universitat com la "anomenada universitat lliure" en els documents oficials fins a la caiguda del mur de Berlín.
El Govern encarregat va acceptar la llei el 4 de novembre de 1948. L'ordenança va aconseguir destacar sota la seua frase "el model de Berlín": la FU estava fundada com una empresa pública (Körperschaft des öffentliches Rechts) i no se sotmetia directament a l'estat, ja que estava controlada per un consell de vigilància integrat per sis representants de l'estat de Berlín, tres representants de la universitat i els estudiants. Aquesta forma era única a Alemanya aleshores, ja que els estudiants tenien molta més influència sobre el sistema que abans. No obstant això, fins a la dècada de 1970, la participació dels estudiants en els comités es va anar retallant progressivament mentre s'adaptava al model de les universitats alemanyes occidentals, amb la finalitat de ser plenament reconeguda com una universitat equivalent. El 15 de novembre de 1948 tenien lloc les primeres classes en els locals de la Societat Kaiser Wilhelm per a l'Avanç de la Ciència. La fundació real es va dur a terme el 4 de desembre de 1948 al palau de Titània, la sala de cinema amb la capacitat més gran disponible en els sectors occidentals de Berlín. Els assistents a l'esdeveniment no eren només científics, polítics (l'alcalde Ernst Reuter, entre altres) i estudiants, sinó també representants de les universitats nord-americanes, entre elles la Universitat Stanford i la Universitat Yale. El primer president electe de la Universitat Lliure de Berlín va ser l'historiador Friedrich Meinecke. El 1949 la Freie Universität ja registrava 4.946 estudiants. Fins a la construcció del mur de Berlín el 1961, molts estudiants procedeien del sector soviètic, sovint recolzats a través de la Währungsstipendium del Senat berlinés.
El 26 de juny de 1963, el mateix dia en què John F. Kennedy va celebrar el seu famós discurs Ich bin ein Berliner en el Rathaus Schöneberg, va ser guardonat ciutadà honorari per la Universitat Lliure i va donar un discurs cerimonial davant de l'edifici Henry Ford. Entre la multitud assistent hi estava també l'alcalde de Berlín Willy Brandt i el canceller d'Alemanya Occidental Konrad Adenauer. El seu germà, Robert F. Kennedy, va visitar la FU el 1962 per primera vegada, i posteriorment el juny de 1964 per rebre el seu títol honorari de la Facultat de Filosofia. El discurs que va realitzar en l'esdeveniment va ser dedicat a John F. Kennedy, que havia sigut assassinat just l'any anterior.
La Freie Universität va ser un dels principals escenaris del moviment estudiantil alemany de l'any 1968 com una reacció a les protestes estudiantils mundials durant aquest temps. Després de l'assassinat de l'estudiant Benno Ohnesorg i l'intent d'assassinat de Rudi Dutschke, les protestes es van intensificar ràpidament amb violència per tota Alemanya. Els esdeveniments del moviment del 68 proporcionava l'impuls d'una major obertura, la igualtat i la democràcia en la societat alemanya. El 1968 fou escenari de moviments i revoltes estudiantils, així com ho foren també altres universitats i ciutats arreu de tot el món. Després de l'assassinat d'Ohnesorg el 2 de juny de 1967 quan participava en una manifestació a Berlín Occidental, les protestes es van expandir ràpidament per tota Alemanya occidental reclamant més apertura, igualtat i democràcia. El seu assassinat es va convertir en un símbol a Alemanya, al mateix temps que va radicalitzar diversos sectors de l'esquerra a la RFA. En l'activisme estudiantil de l'època hi tingué un paper destacat el Sindicat Alemany d'Estudiants Socialistes SDS i, sobretot, la figura carismàtica de Rudi Dutschke. El moviment universitari de la dècada dels seixanta i el seu ideari deixaren una profunda empremta a la societat alemanya en general i a la universitat en particular.
Durant les dècades de 1970 i 1980, la universitat es va convertir en un Massenuniversität ("mega universitat") amb 50.298 estudiants registrats en 1983. Després de la reunificació, la Freie Universität va ser la segona universitat més gran d'Alemanya (després de la Universitat Ludwig-Maximilian de Múnic) amb 62.072 els estudiants en el semestre d'hivern de 1991/92. Poc després, el Senat de Berlín va decidir reduir dràsticament les places fins a l'any 2003, de manera que el nombre d'alumnes es va reduir a 43.885 en el semestre d'hivern de 2002/03. Des de 2000, la Universitat Lliure de Berlín s'ha renovat. El rendiment de la investigació de la universitat va augmentar notablement en relació amb el nombre de llicenciats, doctorats atorgats, i publicacions. La base d'aquesta tendència general d'èxit eren diverses reformes fonamentals, com ara la introducció de sistemes moderns de gestió en l'administració, una reorganització dels departaments i una utilització eficient dels recursos. El Prognos AG, la reconeguda empresa de consultoria econòmica fundada per la Universitat de Basilea a Suïssa, va atorgar a la Freie Universität un premi pels seus bons principis empresarials i d'emprenedoria.
Des de 2003, la Universitat Lliure de Berlín ha anat reagrupant les seues capacitats d'investigació en àrees d'interès de recerca interdisciplinària anomenades clusters, en un procés de reestructuració dels plans d'estudis per adaptar-los als estàndards europeus. A causa de les retallades financers i reestructuració de les escoles de medicina en el mateix any, les institucions mèdiques de la Universitat Lliure i la Universitat Humboldt es van fusionar per crear un departament conjunt, la Charité - Universitätsmedizin Berlin. L'any 2007 va ser un any crucial per a la Freie Universität, ja que era la universitat amb el major nombre de sol·licituds de finançament aprovades en la Iniciativa d'Excel·lència de les Universitats Alemanyes, una iniciativa endegada pel govern federal per tal de promocionar i dotar econòmicament a un grup capdavanter de centres de recerca per poder competir amb els homòlegs anglosaxons, en general més avantatjats pel que fa al finançament. Actualment la FU és una de les nou universitats alemanyes d'elit a l'hora de rebre fons per la seua estratègia de desenvolupament futur.

## Institucions
La universitat té 12 facultats, tres instituts centrals interdisciplinaris, així com altres institucions de serveis centrals:

### Facultats
1. Biologia, Química, Farmàcia
2. Empresarials i Econòmiques
3. Ciències de la Terra
4. Pedagogia i Psicologia
5. Història i Estudis Culturals
6. Dret
7. Matemàtiques i Informàtica

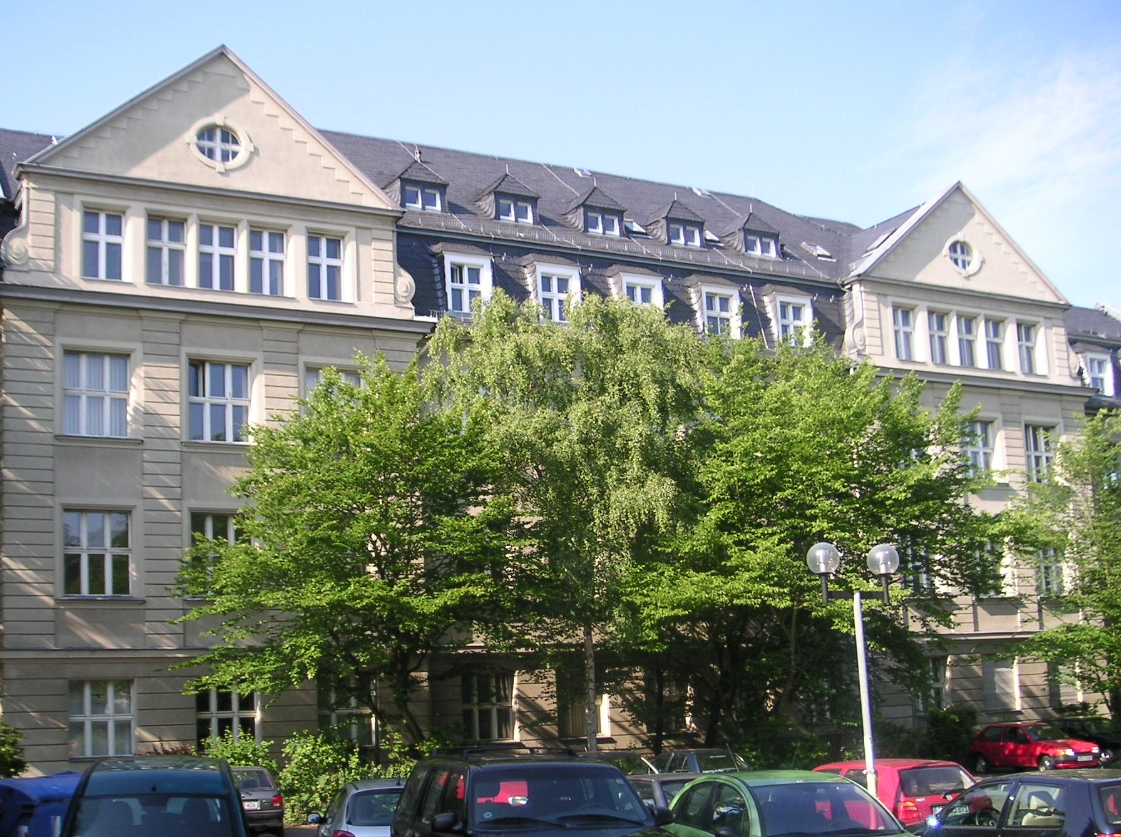
Facultat de dret

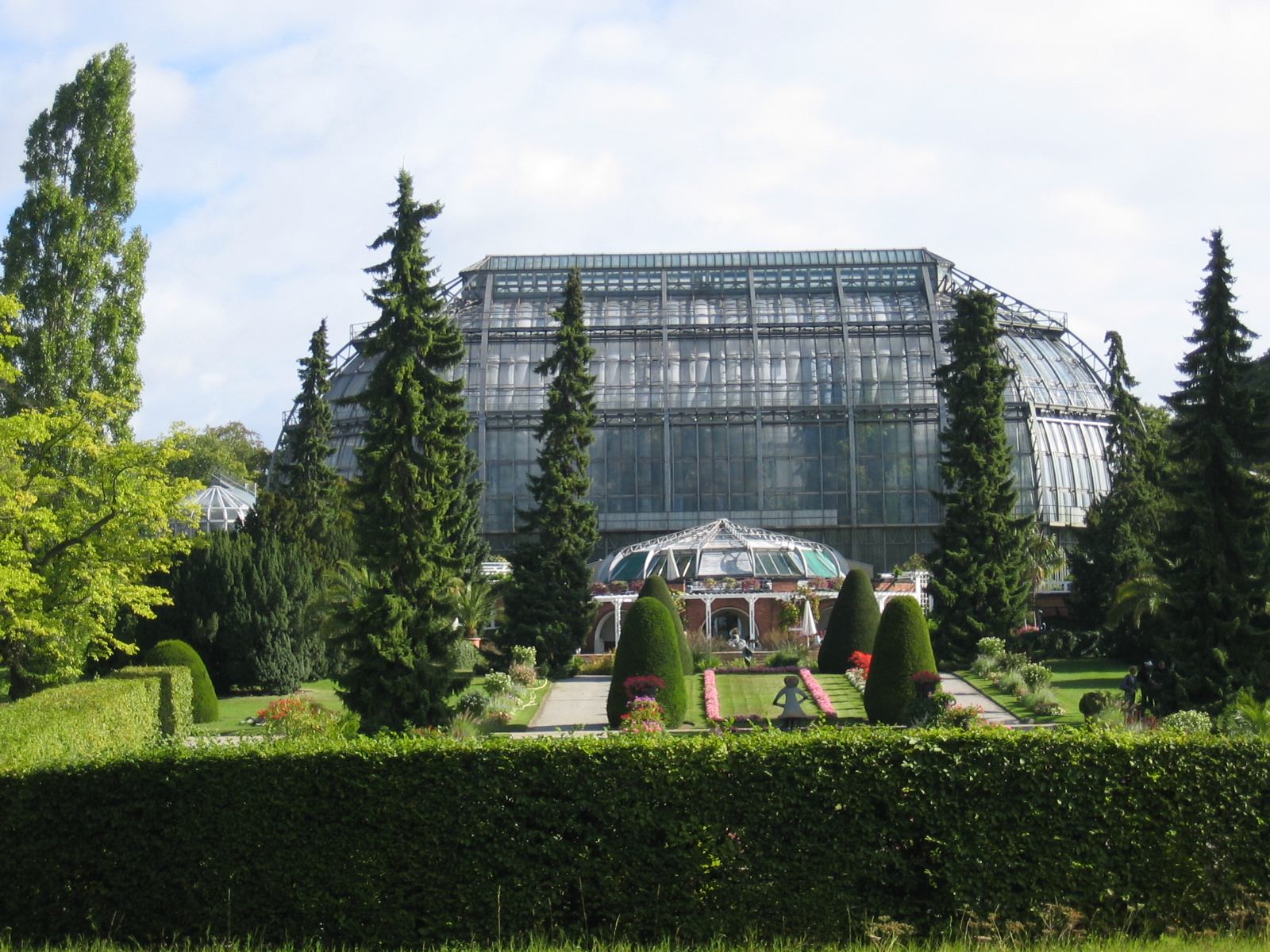
Hivernacles del Jardí Botànic

8. Medicina i Infermeria (Charité Berlín)
9. Filosofia i Humanitats
10. Física
11. Ciències Socials i Ciències Polítiques
12. Veterinària

### Instituts centrals interdisciplinaris
1. Institut John F. Kennedy d'estudis d'Amèrica del Nord
2. Institut d'estudis d'Amèrica Llatina (LAI)
3. Institut d'estudis d'Europa de l'Est

### Institucions de serveis
1. Jardí i museu botànic de Berlín-Dahlem
2. Centre per a l'Ajuda Acadèmica, Carreras i Serveis d'Assessorament
3. Centre per a Postgrau
4. Centre per a la promoció de la dona i estudis de gènere
5. Centre d'esports d'oci
6. Centre d'Informàtica
7. Centre d'Idiomes
8. Biblioteca universitària

## Professors destacats
- Gordon Alexander Craig (1913), professor d'història.
- Peter Bieri (1944), professor de filosofia.
- Roman Herzog (1934), professor de dret i expresident d'Alemanya.
- Ursula Wolf (1951), professora de filosofia i escriptora.
- Stefan Rinke (1965), professor d'història llatinoamericana.